# Kisközösségi rádió (Magyarország)
A magyar médiarendszeren belül a harmadik típusú, vagy más néven a szabad rádiók egy speciális fajtájaként tartják számon a kisközösségi rádiókat. Az elnevezés olyan típusú rádiót jelent, mely egy adott közösséghez szól és vételkörzetét tekintve is erősen korlátozott (kis távolságban fogható). Míg a szabad vagy „free rádió” elnevezés a médium politikai és gazdasági függetlenségre utal, a harmadik típussal a hagyományos duális, „kereskedelmi/közszolgálati” rendszertől való különállást jelzik.
Az Országos Rádió és Televízió Testület (ORTT) meghatározása szerint a kisközösségi rádiózás célja, hogy lehetővé tegye olyan rádiók működtetését a kistelepüléseken és kisebb közösségekben, amelyekben nem lehetséges egy helyi rádió gazdaságos működtetése, de a helyi közösség igényelné egy neki szóló rádióadó létét, valamint, hogy lehetőséget nyújtson azon intézményeknek, amelyek a rádiózással egy speciális hallgatói kör igényeit elégítenék ki.
Magyarországon mintegy 70 kisközösségi rádió üzemelt, napjainkban 14 állomás rendelkezik engedéllyel.

## Jellemzői
A kisközösségi rádiók az 1996. évi I. törvény alapján közműsor-szolgáltatói vagy nem nyereségérdekelt státuszúak lehetnek. Nem célja a helyi rádiózással összemérhető nagyságú ellátottság biztosítása, így vételkörzete átlagos rádiókészülékkel, jó minőségű sztereó vétel esetén legfeljebb 1 km-es sugarú körre terjedhet ki az adóállomástól számítva. A kisközösségi rádiók kicsi vagy regionális vételkörzetben sugároznak, jórészt önkéntes munkatársak dolgoznak a helyi hallgatóságnak, és mindezt nem nyereségérdekelt alapon. A működéshez szükséges anyagi feltételeket jórészt pályázati forrásokból szerzik.
A kisközösségi rádiók alapítói és működtetői – a médium sajátosságaiból adódóan – szorosan kapcsolódnak a civil társadalomhoz. Az ilyen társadalmi csoportok, kisebbségek, lakóhelyi közösségek önmagukat civil szervezetként, civil szervezeten keresztül próbálják képviselni, és egyben biztosítani maguk számára a kommunikációs lehetőségét. A rádiók túlnyomó többsége alapítványhoz, egyesülethez köthető.
A társasági forma, amelyben a rádió működik:
| Közalapítvány, egyesület | 55% |
| Alapítvány               | 14% |
| Magánszemély             | 27% |
| Betéti társaság          | 5%  |

A közösségi, kisközösségi rádiók sikere illetve sikertelensége szorosan összefügg a magyarországi civil szféra helyzetével, nemcsak funkcióik, de problémáik is – alulfinanszírozottság, partíció hiánya – jellemzően a hazai civil társadalom gondjai egyben.
A potenciális hallgatóság száma:
| 0-500         | 10% |
| 500-2500      | 35% |
| 2500-10.000   | 25% |
| 10.000-25.000 | 10% |
| 25.000-50.000 | 15% |
| 50.000-       | 5%  |

Az anyagi források folyamatos biztosítása általában a legnagyobb kihívás elé állítja a kisközösségi rádiókat. Így jellemző módon rendkívüli találékonysággal igyekeznek megragadni azokat a lehetőségeket, amelyek valamilyen bevételt jelenthetnek.
A Műsorszolgáltatási Alap által kiírt pályázat a műsorszórás korszerűsítése céljából nagy segítséget nyújt a pályázni képes kisközösségi rádióknak. A lehetőséggel nem élő, forráshiányos közösségek továbbra is adományokból szerzik be a műszaki berendezéseket.
A viszonylag alacsony költségigényű rádiózásnál a legnagyobb problémát az adók teljesítménye jelenti, ami a földrajzi viszonyoktól függően, eltérő mértékben befolyásolja a vételkörzet nagyságát. Egyes szélsőséges esetekben ez nem éri el a néhány száz métert. Előfordul, hogy a besugárzási tervek ellenére a nagyobb teljesítményű külföldi adók zárják el a kijelölt frekvenciát. A vétel rossz minősége rendkívüli mértékben csökkenti a hallgatottságot.

## Kisközösségi rádiók listája
A lentebb olvasható lista a műsorszolgáltatói engedéllyel rendelkező rádiókat tartalmazza, ezek közül nem mind kezdte meg még sugárzását, de van olyan is közte, aki már nem sugároz:
- Áporka: Kis-Duna Rádió
- Aszaló: Hernád Völgye Rádió
- Balkány: Alfa Rádió
- Berettyóújfalu: Berettyó Night, Berettyó Rádió
- Budapest: Cool FM, Csillaghang Rádió, Első Pesti Egyetemi Rádió (EPER), Fúzió Rádió, Kontakt Rádió
- Celldömölk: Rádió Cell
- Csobánka: Csobán Rádió
- Debrecen: Méliusz Rádió, Szóla Rádió
- Debrecen: Sub Rádió
- Dunaharaszti: Haraszti Hangja Rádió
- Edelény: Diák Rádió Edelény
- Erdőkertes: Zöld Rádió
- Etyek: Kolumbusz Rádió
- Füzesabony: Rádió Füzes
- Győr: István Király Rádió
- Hajdúböszörmény: Abakusz Rádió
- Halásztelek: ZsebRádió
- Hódmezővásárhely: Rádió X
- Kazincbarcika: Diák Rádió Kazincbarcika
- Kerepes: Kerepes Rádió
- Kiskunfélegyháza: Rádió Smile
- Kistarcsa: Rádió Kistarcsa
- Kunszentmiklós: Puszta Rádió
- Makó: Rádió ICE
- Mártély: Szóbeszéd Rádió
- Mezőtúr: Pont Rádió
- Miskolc: Diósgyőr Rádió, Origó Rádió Miskolc, Rádió Avas, Rádió Eper
- Nyíregyháza: Campus Rádió, Mustár Rádió
- Ózd: Diák Rádió Ózd
- Őriszentpéter: Triangulum Rádió
- Pécs: Origó Rádió Pécs, Periszkóp Rádió, Remete Rádió
- Piliscsaba: Zöld Hullám Rádió
- Rákóczifalva: Rákóczi Hírmondó
- Sárospatak: Karzat Rádió
- Sellye: Domb Rádió
- Szarvas: Rádió Szarvas
- Százhalombatta: Rádió Egy 100 (szolgáltatását jelenleg szünetelteti)
- Szeged: Rádió Mi, Tisza Rádió
- Szentendre: Rádió Szentendre
- Székesfehérvár: FeZen Rádió, Rádió Sansz, Táska Rádió
- Szerencs: Diák Rádió Szerencs
- Szombathely: Berzsenyi Rádió
- Taksony: Taks Rádió
- Téglás: 4-SSSS Rádió
- Tótkomlós: Rádió Weekend
- Veresegyház: Tavirózsa Rádió
- Zalaegerszeg: Rádió Stúdió
- Zámoly: Vértes Rádió

## Külső hivatkozások
- Legalább ennyit a kisközösségi rádiózásról – A Szabad Rádiók Magyarországi Szervezete és a Közösségi Kapcsolat Alapítvány munkafüzete
- Kisközösségi rádiósok kézikönyve PDF – Tartalomjegyzék (Szabad Rádiók Magyarországi Szervezete, 2004)
- Kisközösségi rádiósok kézikönyve PDF – Szabad Rádiók Magyarországi Szervezete, 2004
- Kisközösségi rádiózás MagyarországonPDF – In: Civil Szemle, 2007/3-4. 123-144. o.
- Tájékoztató[halott link] – A kisközösségi rádiók létesítésével kapcsolatos eljárásról
- A közösségi rádiózásról; szerk. Mátyus Alíz, ford. Herboly Edit, Hámori Zita; Közösségfejlesztők Egyesülete, Budapest, 1992 (Parola füzetek)
- Szabadon. A szabad, közösségi rádiózás lehetőségei Magyarországon; szerk. Péterfi Ferenc, Thuróczy Gergely; Szabad Rádiók Magyarországi Szervezete, Budapest, 1999
- Cs. Kádár Péter: Közösségi rádiózás; Magyar Rádió Részvénytársaság Oktatási Osztálya, Bp., 2004
- Csabai Gábor et al. 2010 Kisközösségi rádiózás a hazai gyakorlatban 2010. Szabad Rádiók Magyarországi Szervezete
- A hangtalanok hangja avagy Legalább ennyit a közösségi rádiózásról. Munkafüzet; szerk. Pogány György; Szabad Rádiók Magyarországi Szervezete–Civil Rádiózásért Alapítvány, Budapest, 2010 (Civil Rádió füzetek)
- Gosztonyi Gergely: Kisközösségi rádiók Magyarországon; Civil Rádiózásért Alapítvány, Budapest, 2008 (Civil Rádió füzetek)
- Péterfi Anna–Péterfi Ferenc: Hogy rátaláljunk a helyi közösségek hangjára... A kisközösségi rádiók esélyeiről; AKTI, Budapest, 2009 (AKTI füzetek)
- Velics Gabriella: A közösségi rádiózásról, 1993–2008. A közösségi rádiózás szerepe és funkciói a helyi kommunikációs rendszerben (1993–2008), Vas megyei esetleírásokon keresztül; Fakultás, Budapest, 2021 (Dh könyvek)